# 锯齿鲻属
锯齿鲻属，為輻鰭魚綱鯔形目鯔科的其中一属。

## 下属物种
- 鋸齒鯔（Joturus pichardi）

## 擴展閱讀
維基物種上的相關：锯齿鲻属